# Miss Honduras
Miss Honduras o Señorita Honduras es un concurso de belleza femenina para las mujeres jóvenes de nacionalidad hondureña. Selección la cual permite representar al país en el certamen de Miss Universo, Miss Mundo, Miss Internacional, Miss Teen Universe, etc.

## Historia
El primer certamen de belleza femenina que se registró en Honduras se realizó en 1930, donde la graciana señorita Angélica Meza Milla, a los 19 años de edad, ganó el primer Concurso Miss Honduras en fecha 27 de julio, cuando aún el concurso no se encontraba bajo franquicia internacional.

### Miss Mundo
La franquicia «Miss Mundo» fue adquirida en la república de Honduras por una empresa privada siendo administrada por la señora Norma Simón de Fúnez en 1965, en 1995 mientras se iba a celebrar el certamen en Filipinas, hubo un problema con el pasaporte de la representante hondureña, por lo que la franquicia fue retirada y no hubo evento ese año; más tarde el empresario ceibeño señor Eduardo Zablah, exdirector del certamen local de «Miss La Ceiba» tomó la franquicia del certamen y la ha mantenido hasta la actualidad, de tal forma que el evento de belleza femenina nacional, además de elegir a una representante, la misma se forjaría tanto cultural, como profesionalmente mediante un sistema de becas en el país o en el extranjero.

## Sedes de los certámenes y presentadores
Los eventos hondureños, se han celebrado en varios locales del territorio nacional, en la ciudad capital de Tegucigalpa, M.D.C. se han realizado en el centro de convenciones del Hotel Honduras Maya, Teatro Nacional Manuel Bonilla, Country Club. En la ciudad de San Pedro Sula se han realizado en el Casino Sampedrano, Campo de la Asociación de Ganaderos y Agricultores (AGAS), Confetis Discoteque. Entre los presentadores están la exreina de belleza Yadira Bendaña, el carismático Ingeniero Salvador Nasralla, Antonio «Tony» Low, entre otros.

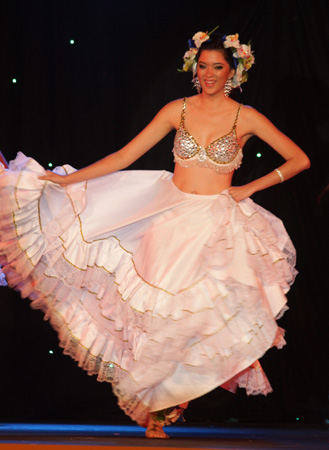
La representante hondureña Gabriela Zavala, en el certamen de Miss Mundo 2008

## Representantes de Honduras en eventos internacionales

### Miss Universo
| Año       | Nombre candidata                     | Depto o ciudad que representó | Evento al que acudió | Posición en Miss Universo |
| --------- | ------------------------------------ | ----------------------------- | -------------------- | ------------------------- |
| 1954      | Lilian Padilla                       |                               | Miss Universo 1954   |                           |
| 1955      | Pastora Pagán Valenzuela             | San Pedro Sula                | Miss Universo 1955   | Top 15                    |
| 1956-1958 | No asistió                           |                               |                      |                           |
| 1959      | Rosemary Lefebre                     |                               | Miss Universo 1959   |                           |
| 1960-1963 | No asistió                           |                               |                      |                           |
| 1964      | Aracely Cano                         |                               | Miss Universo 1964   |                           |
| 1965      | Lilian Padilla                       |                               | Miss Universo 1965   |                           |
| 1966      | Danira Miralda                       | Olanchito                     | Miss Universo 1966   |                           |
| 1967      | Denia María Alvarado                 |                               | Miss Universo 1967   |                           |
| 1968      | Nora Idalia Guillén                  |                               | Miss Universo 1968   |                           |
| 1969      | Viena Paredes                        | Choluteca                     | Miss Universo 1969   |                           |
| 1970      | Francis Irene Van Tuyl               |                               | Miss Universo 1970   |                           |
| 1971      | Dunia Aracely Ortega                 | Santa Bárbara                 | Miss Universo 1971   |                           |
| 1972      | Doris Alicia Roca Pagán              |                               | Miss Universo 1972   |                           |
| 1973      | Nelly Suyapa Gonzales Mármol         | Danlí                         | Miss Universo 1973   |                           |
| 1974-1975 | Etelinda Mejía Velásquez             | El Progreso                   | Miss Universo 1975   |                           |
| 1976      | Victoria Alejandra Pineda Fortín     |                               | Miss Universo 1976   |                           |
| 1977      | Carolina Rosa Rauscher Sierra        | Siguatepeque                  | Miss Universo 1977   |                           |
| 1978      | Olimpia Velásquez Medina             |                               | Miss Universo 1978   |                           |
| 1979      | Gina María Weidnir                   | San Pedro Sula                | Miss Universo 1979   |                           |
| 1980      | Rosario Ethelvina Raudales Velásquez |                               | Miss Universo 1980   |                           |
| 1981      | Lesli Nohemy Sabillón Dávila         | Tegucigalpa                   | Miss Universo 1981   |                           |
| 1982      | Eva Lisette Barahona Dheming         | La Ceiba                      | Miss Universo 1982   |                           |
| 1983      | Ollie June Thompson Bodden           | Islas de la Bahía             | Miss Universo 1983   |                           |
| 1984      | Mertice Elitha Hyde                  | Islas de la Bahía             | Miss Universo 1984   |                           |
| 1985      | Diana Margarita García               | San Pedro Sula                | Miss Universo 1985   |                           |
| 1986      | Sandra Nataly Navarrete Romero       | San Pedro Sula                | Miss Universo 1986   |                           |
| 1987      | Francia Tatiana Reyes Besselinoff    | Tegucigalpa                   | Miss Universo 1987   |                           |
| 1988      | Jaqueline Herrera Mejía              | San Pedro Sula                | Miss Universo 1988   |                           |
| 1989      | Francis Siryi Milla                  | La Ceiba                      | Miss Universo 1989   |                           |
| 1990      | Vivian Audeli Moreno                 | Olancho                       | Miss Universo 1990   |                           |
| 1991      | Claudia Caballero                    |                               | Miss Universo 1991   |                           |
| 1992      | Mónica Raquel Rápalo Martínez        | La Ceiba                      | Miss Universo 1992   |                           |
| 1993      | Denia Reyes                          | La Ceiba                      | Miss Universo 1993   |                           |
| 1994      | Jym Haylock                          | Islas de la Bahía             | Miss Universo 1994   |                           |
| 1995      | No hubo elección nacional            |                               | Miss Universo 1995   |                           |
| 1996      | Jazmín Roxana Fiallos Bosak          |                               | Miss Universo 1996   |                           |
| 1997      | Joselina García Cobos                | La Ceiba                      | Miss Universo 1997   |                           |
| 1998      | Dania Prince                         | Choluteca                     | Miss Universo 1998   |                           |
| 1999      | Daryella Sofía Guerrero Cañizales    | Tela                          | Miss Universo 1999   |                           |
| 2000      | Flor de María García Ferrera         | Copán                         | Miss Universo 2000   |                           |
| 2001      | Esther Edén                          | Islas de la Bahía             |                      |                           |
| 2001      | Olenka Miroslava Fuschich            | El Progreso                   | Miss Universo 2001   |                           |
| 2002      | Erika Lizeth Ramírez Marín           |                               | Miss Universo 2002   |                           |
| 2003      | No asistió                           |                               | Miss Universo 2003   |                           |
| 2004      | Kimberly Michelle Macnab             | Islas de la Bahía             | Miss Universo 2004   |                           |
| 2005      | Ruth Arita                           | San Pedro Sula                | Miss Universo 2004   |                           |
| 2006      | Lisa Sáenz                           |                               | Miss Universo 2006   |                           |
| 2007      | Wendy Patricia Salgado Corea         | Tegucigalpa                   | Miss Universo 2007   |                           |
| 2008      | Diana Gabriela Barraza Miralda       | Olancho                       | Miss Universo 2008   |                           |
| 2009      | Bélgica Nataly Suárez Gonzales       | La Ceiba                      | Miss Universo 2009   |                           |
| 2010      | Kenia Melissa Martínez Sambula       | Tela                          | Miss Universo 2010   |                           |
| 2011      | Keylin Suzette Gómez Flores          | Cortés                        | Miss Universo 2011   |                           |
| 2012      | Jennifer Denise Andrade              | Tegucigalpa                   | Miss Universo 2012   |                           |
| 2013      | Diana Shoutsen Mendoza               | Tela                          | Miss Universo 2013   |                           |
| 2014      | Gabriela Nikol Ordóñez Cortés        | Comayagua                     | Miss Universo 2014   |                           |
| 2015      | Iroshka Lindaly Elvir Flores         | Choluteca                     | Miss Universo 2015   |                           |
| 2016      | Olga Sirey Morán Castro              | Yoro                          | Miss Universo 2016   |                           |
| 2017      | April Claudette Tobie Ramos          | Roatán                        | Miss Universo 2017   |                           |
| 2018      | Vanessa Villars                      | Santa Bárbara                 | Miss Universo 2018   |                           |
| 2019      | Rosemary Arauz                       | San Pedro Sula                | Miss Universo 2019   |                           |
| 2020      | Cecilia Rossell                      | Copán Ruinas                  | Miss Universo 2020   |                           |
| 2021      | Rose Mélendez                        | Limón                         | Miss Universo 2021   |                           |
| 2022      | Rebeca Rodríguez Mora                | San Pedro Sula                | Miss Universo 2022   |                           |
| 2023      | Zuheilyn Clemente                    | Tegucigalpa                   | Miss Universo 2023   |                           |
| 2024      | Stephanie Cam                        | San Pedro Sula                | Miss Universo 2024   | Best Skin                 |
| 2025      | Alejandra Fuentes                    | Olancho                       | Miss Universo 2025   |                           |